# 1988 في بلجيكا
فيما يلي قوائم الأحداث التي وقعت خلال عام 1988 في بلجيكا.

## سياسة

### تعيين في المنصب
- 15 يونيو – هيرمان فان رومبوي عضو مجلس الشيوخ البلجيكي.

## رياضة
- 3 يوليو – جائزة بلجيكا الكبرى للدراجات النارية 1988
- 28 أغسطس – جائزة بلجيكا الكبرى 1988 الفائز آيرتون سينا.

## برامج ومسلسلات وأنمي
- السنافر

## مواليد

### يناير
- 14 يناير – روبن باميلمانس لاعب كرة مضرب بلجيكي.

### فبراير
- 7 فبراير – نعيم أعراب لاعب كرة قدم بلجيكي.
- 22 فبراير – جوناثان بورليه
- 22 فبراير – كيفن بورليه
- 26 فبراير – سفين كومس لاعب كرة قدم بلجيكي.

### مارس
- 6 مارس – سيمون مينيوليه لاعب كرة قدم بلجيكي.

### أبريل
- 15 أبريل – ستيفن ديفور لاعب كرة قدم بلجيكي.

### مايو
- 4 مايو – راجا ناينغولان لاعب كرة قدم بلجيكي.
- 27 مايو – دينيس أودوي لاعب كرة قدم بلجيكي.

### يونيو
- 16 يونيو – نوفيل تييري سائق رالي بلجيكي.

### سبتمبر
- 28 سبتمبر – بابتيست بلانكايرت درّاج طريق بلجيكي.

### نوفمبر
- 23 نوفمبر – ينس كوكلاير درّاج طريق بلجيكي.
- 28 نوفمبر – ريتشي دي لايت لاعب كرة قدم بلجيكي.

## وفيات

### مارس
- 22 مارس – أندريه سايز (مواليد 1911) لاعب كرة قدم بلجيكي.
- 28 مارس – فرانس بيرير (مواليد 1913) لاعب كرة قدم بلجيكي.

### يونيو
- 27 يونيو – لويس فيرسيب (مواليد 1908) لاعب كرة قدم بلجيكي.

### أغسطس
- 10 أغسطس – جان براشيه (مواليد 1909)